# 都濃郡
- 令制国一覧 > 山陽道 > 周防国 > 都濃郡
- 日本 > 中国地方 > 山口県 > 都濃郡

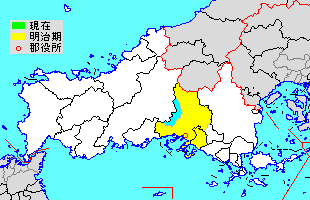
山口県都濃郡の位置（水色：後に他郡から編入した区域）

都濃郡（つのぐん）は、山口県（周防国）にあった郡。

## 郡域
1879年（明治12年）に行政区画として発足した当時の郡域は、下松市および周南市の大部分（馬神・米光・垰・夏切・高瀬・巣山および八代より南東を除く）にあたる。

## 歴史

### 近世以降の沿革
- 「旧高旧領取調帳」に記載されている明治初年時点での支配は以下の通り。（50村）

| 知行 | 知行           | 村数 | 村名 |
| ---- | -------------- | ---- | --- |
| 藩領 | 周防山口藩     | 23村 | 長穂村、莇地村、須々万本郷村、須々万奥村、下谷村、切山村、末武上村、末武中村、末武下村、櫛ヶ浜村、平田村、久米村、小畑村、中野村、川上村、湯野村、中須南村、中須北村、金峰村、鹿野上村、鹿野中村、鹿野下村、大潮村   |
| 藩領 | 周防徳山藩     | 26村 | 徳山村、栗屋村、西豊井村、東豊井村、河内村、来巻村、山田村、生野屋村、譲羽村、瀬戸村、温見村、大藤谷村、大島村、粭島、大津島、下上村、四熊村、上村、川曲村、大道理村、大向村、富田村、福川村、夜市村、須万村、笠戸島 |
| 藩領 | 山口藩・徳山藩 | 1村  | 戸田村 |

- 明治4年
  - 6月19日（1871年8月5日） - 徳山藩が廃藩。領地が山口藩の管轄となる。
  - 7月14日（1871年8月29日） - 廃藩置県により山口県の管轄となる。
  - 11月15日（1871年12月26日） - 第1次府県統合により山口県の管轄となる。
- 明治12年（1879年）1月6日 - 郡区町村編制法の山口県での施行により行政区画としての都濃郡が発足。郡役所が徳山村に設置。

### 町村制以降の沿革

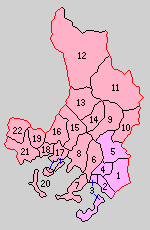
1.久保村 2.豊井村 3.末武南村 4.末武北村 5.米川村 6.久米村 7.太華村 8.徳山村 9.須々万村 10.中須村 11.須金村 12.鹿野村 13.向道村 14.長穂村 15.加見村 16.富岡村 17.富田村 18.福川村 19.夜市村 20.大津島村 21.戸田村 22.湯野村（桃：下松市 赤：周南市）

- 明治22年（1889年）4月1日 - 町村制の施行により、下記の各村が発足。特記以外は全域が現・周南市。（22村）
  - 久保村 ← 切山村、山田村、来巻村、河内村（現・下松市）
  - 豊井村 ← 東豊井村、西豊井村（現・下松市）
  - 末武南村 ← 笠戸島、平田村、末武下村（現・下松市）
  - 末武北村 ← 末武上村、末武中村、生野屋村（現・下松市）
  - 米川村 ← 下谷村、瀬戸村、温見村、大藤谷村（現・下松市）
  - 久米村 ← 久米村、譲羽村
  - 太華村 ← 櫛ヶ浜村、栗屋村、大島村、粭島
  - 徳山村（単独村制）
  - 須々万村 ← 須々万本郷村、須々万奥村
  - 中須村 ← 中須南村、中須北村
  - 須金村 ← 須万村、金峰村
  - 鹿野村 ← 鹿野上村、鹿野中村、鹿野下村、大潮村
  - 向道村 ← 大向村、大道理村
  - 長穂村 ← 莇地村、長穂村
  - 加見村 ← 中野村、川上村、川曲村、上村
  - 富岡村 ← 四熊村、小畑村、下上村
  - 富田村、福川村、夜市村、大津島村、戸田村、湯野村（それぞれ単独村制）
- 明治29年（1896年）9月1日 - 郡制を施行。
- 明治33年（1900年）10月15日 - 徳山村が町制施行して徳山町となる。（1町21村）
- 明治34年（1901年）3月1日 - 豊井村が町制施行・改称して下松町となる。（2町20村）
- 明治45年（1912年）1月1日 - 福川村が町制施行して福川町となる。（3町19村）
- 大正4年（1915年）11月10日 - 富田村が町制施行して富田町となる。（4町18村）
- 大正12年（1923年）4月1日 - 郡会が廃止。郡役所は存続。
- 大正15年（1926年）7月1日 - 郡役所が廃止。以降は地域区分名称となる。
- 昭和4年（1929年）4月1日 - 末武北村が改称して花岡村となる。
- 昭和10年（1935年）10月15日 - 徳山町が市制施行して徳山市となり、郡より離脱。（3町18村）
- 昭和14年（1939年）11月3日 - 下松町・久保村・末武南村・花岡村が合併して下松市が発足し、郡より離脱。（2町15村）
- 昭和15年（1940年）
  - 4月29日 - 太華村が町制施行・改称して櫛浜町となる。（3町14村）
  - 11月3日 - 鹿野村が町制施行して鹿野町となる。（4町13村）
- 昭和16年（1941年）11月3日 - 富岡村が富田町に編入。（4町12村）
- 昭和17年（1942年）4月1日 - 加見村・久米村が徳山市に編入。（4町10村）
- 昭和19年（1944年）4月1日 - 櫛浜町・富田町・福川町・大津島村・夜市村・戸田村・湯野村が徳山市と合併し、改めて徳山市が発足、郡より離脱。（1町6村）
- 昭和24年（1949年）
  - 8月1日 - 徳山市の一部（富田）が分立して富田町が発足。（2町6村）
  - 9月1日 - 徳山市の一部（福川）が分立して福川町が発足。（3町6村）
- 昭和28年（1953年）10月1日 - 富田町・福川町が合併して南陽町が発足。（2町6村）
- 昭和29年（1954年）
  - 11月1日 - 米川村が下松市に編入。（2町5村）
  - 12月1日 - 須々万村・中須村・長穂村が合併して都濃町が発足。（3町2村）
- 昭和30年（1955年）
  - 7月20日 - 須金村の一部（金峰の一部[2]および須万の一部[3]）が鹿野町に編入。都濃町および須金村の残部が合併し、改めて都濃町が発足。（3町1村）
  - 10月1日 - 向道村が徳山市に編入。（3町）
  - 11月1日
    - 南陽町が佐波郡和田村を編入。
    - 鹿野町が佐波郡徳地町の一部（巣山）を編入。
- 昭和41年（1966年）1月1日 - 都濃町が徳山市に編入。（2町）
- 昭和45年（1970年）11月1日 - 南陽町が改称・市制施行して新南陽市となり、郡より離脱。（1町）
- 平成15年（2003年）4月21日 - 鹿野町が徳山市・新南陽市・熊毛郡熊毛町と合併して周南市が発足。同日都濃郡消滅。山口県内では1896年の郡の再編以来、初の郡消滅となった。

### 変遷表
| 明治22年以前 | 明治22年以前 | 明治22年 4月1日 町村制施行 | 明治22年 - 昭和5年             | 昭和6年 - 昭和20年              | 昭和6年 - 昭和20年          | 昭和21年 - 昭和30年          | 昭和21年 - 昭和30年          | 昭和31年 - 昭和64年               | 平成元年 - 現在        | 現在   |
| ------------ | ------------ | -------------------------- | ------------------------------ | ------------------------------- | --------------------------- | ---------------------------- | ---------------------------- | --------------------------------- | ---------------------- | ------ |
| 須万村       | 一部         | 須金村                     | 須金村                         | 須金村                          | 須金村                      | 須金村                       | 昭和30年7月20日 都濃町       | 昭和41年1月1日 徳山市に編入       | 平成15年4月21日 周南市 | 周南市 |
| 須万村       | 一部         | 須金村                     | 須金村                         | 須金村                          | 須金村                      | 須金村                       | 昭和30年7月20日 鹿野町に編入 | 鹿野町                            | 平成15年4月21日 周南市 | 周南市 |
| 金峰村       | 一部         | 須金村                     | 須金村                         | 須金村                          | 須金村                      | 須金村                       | 昭和30年7月20日 鹿野町に編入 | 鹿野町                            | 平成15年4月21日 周南市 | 周南市 |
| 金峰村       | 一部         | 須金村                     | 須金村                         | 須金村                          | 須金村                      | 須金村                       | 昭和30年7月20日 都濃町       | 昭和41年1月1日 徳山市に編入       | 平成15年4月21日 周南市 | 周南市 |
| 須々万本郷村 | 須々万本郷村 | 須々万村                   | 須々万村                       | 須々万村                        | 須々万村                    | 昭和29年12月1日 都濃町       | 昭和30年7月20日 都濃町       | 昭和41年1月1日 徳山市に編入       | 平成15年4月21日 周南市 | 周南市 |
| 須々万奥村   |              | 須々万村                   | 須々万村                       | 須々万村                        | 須々万村                    | 昭和29年12月1日 都濃町       | 昭和30年7月20日 都濃町       | 昭和41年1月1日 徳山市に編入       | 平成15年4月21日 周南市 | 周南市 |
| 中須南村     | 中須南村     | 中須村                     | 中須村                         | 中須村                          | 中須村                      | 昭和29年12月1日 都濃町       | 昭和30年7月20日 都濃町       | 昭和41年1月1日 徳山市に編入       | 平成15年4月21日 周南市 | 周南市 |
| 中須北村     |              | 中須村                     | 中須村                         | 中須村                          | 中須村                      | 昭和29年12月1日 都濃町       | 昭和30年7月20日 都濃町       | 昭和41年1月1日 徳山市に編入       | 平成15年4月21日 周南市 | 周南市 |
| 莇地村       | 莇地村       | 長穂村                     | 長穂村                         | 長穂村                          | 長穂村                      | 昭和29年12月1日 都濃町       | 昭和30年7月20日 都濃町       | 昭和41年1月1日 徳山市に編入       | 平成15年4月21日 周南市 | 周南市 |
| 長穂村       |              | 長穂村                     | 長穂村                         | 長穂村                          | 長穂村                      | 昭和29年12月1日 都濃町       | 昭和30年7月20日 都濃町       | 昭和41年1月1日 徳山市に編入       | 平成15年4月21日 周南市 | 周南市 |
| 大向村       | 大向村       | 向道村                     | 向道村                         | 向道村                          | 向道村                      | 向道村                       | 昭和30年10月1日 徳山市に編入 | 徳山市                            | 平成15年4月21日 周南市 | 周南市 |
| 大道理村     |              | 向道村                     | 向道村                         | 向道村                          | 向道村                      | 向道村                       | 昭和30年10月1日 徳山市に編入 | 徳山市                            | 平成15年4月21日 周南市 | 周南市 |
| 徳山村       | 徳山村       | 徳山村                     | 明治33年10月15日 町制 徳山町   | 昭和10年10月15日 市制 徳山市    | 昭和19年4月1日 徳山市       | 徳山市                       | 徳山市                       | 徳山市                            | 平成15年4月21日 周南市 | 周南市 |
| 中野村       | 中野村       | 加見村                     | 加見村                         | 昭和17年4月1日 徳山市に編入     | 昭和19年4月1日 徳山市       | 徳山市                       | 徳山市                       | 徳山市                            | 平成15年4月21日 周南市 | 周南市 |
| 川上村       |              | 加見村                     | 加見村                         | 昭和17年4月1日 徳山市に編入     | 昭和19年4月1日 徳山市       | 徳山市                       | 徳山市                       | 徳山市                            | 平成15年4月21日 周南市 | 周南市 |
| 川曲村       |              | 加見村                     | 加見村                         | 昭和17年4月1日 徳山市に編入     | 昭和19年4月1日 徳山市       | 徳山市                       | 徳山市                       | 徳山市                            | 平成15年4月21日 周南市 | 周南市 |
| 上村         |              | 加見村                     | 加見村                         | 昭和17年4月1日 徳山市に編入     | 昭和19年4月1日 徳山市       | 徳山市                       | 徳山市                       | 徳山市                            | 平成15年4月21日 周南市 | 周南市 |
| 久米村       | 久米村       | 久米村                     | 久米村                         | 昭和17年4月1日 徳山市に編入     | 昭和19年4月1日 徳山市       | 徳山市                       | 徳山市                       | 徳山市                            | 平成15年4月21日 周南市 | 周南市 |
| 譲羽村       |              | 久米村                     | 久米村                         | 昭和17年4月1日 徳山市に編入     | 昭和19年4月1日 徳山市       | 徳山市                       | 徳山市                       | 徳山市                            | 平成15年4月21日 周南市 | 周南市 |
| 櫛ヶ浜村     | 櫛ヶ浜村     | 太華村                     | 太華村                         | 昭和15年4月29日 町制改称 櫛浜町 | 昭和19年4月1日 徳山市       | 徳山市                       | 徳山市                       | 徳山市                            | 平成15年4月21日 周南市 | 周南市 |
| 栗屋村       |              | 太華村                     | 太華村                         | 昭和15年4月29日 町制改称 櫛浜町 | 昭和19年4月1日 徳山市       | 徳山市                       | 徳山市                       | 徳山市                            | 平成15年4月21日 周南市 | 周南市 |
| 大島村       |              | 太華村                     | 太華村                         | 昭和15年4月29日 町制改称 櫛浜町 | 昭和19年4月1日 徳山市       | 徳山市                       | 徳山市                       | 徳山市                            | 平成15年4月21日 周南市 | 周南市 |
| 粭島         |              | 太華村                     | 太華村                         | 昭和15年4月29日 町制改称 櫛浜町 | 昭和19年4月1日 徳山市       | 徳山市                       | 徳山市                       | 徳山市                            | 平成15年4月21日 周南市 | 周南市 |
| 大津島村     | 大津島村     | 大津島村                   | 大津島村                       | 大津島村                        | 昭和19年4月1日 徳山市       | 徳山市                       | 徳山市                       | 徳山市                            | 平成15年4月21日 周南市 | 周南市 |
| 夜市村       | 夜市村       | 夜市村                     | 夜市村                         | 夜市村                          | 昭和19年4月1日 徳山市       | 徳山市                       | 徳山市                       | 徳山市                            | 平成15年4月21日 周南市 | 周南市 |
| 戸田村       | 戸田村       | 戸田村                     | 戸田村                         | 戸田村                          | 昭和19年4月1日 徳山市       | 徳山市                       | 徳山市                       | 徳山市                            | 平成15年4月21日 周南市 | 周南市 |
| 湯野村       | 湯野村       | 湯野村                     | 湯野村                         | 湯野村                          | 昭和19年4月1日 徳山市       | 徳山市                       | 徳山市                       | 徳山市                            | 平成15年4月21日 周南市 | 周南市 |
| 四熊村       | 四熊村       | 富岡村                     | 富岡村                         | 昭和16年11月3日 富田町に編入    | 昭和19年4月1日 徳山市       | 徳山市                       | 徳山市                       | 徳山市                            | 平成15年4月21日 周南市 | 周南市 |
| 小畑村       |              | 富岡村                     | 富岡村                         | 昭和16年11月3日 富田町に編入    | 昭和19年4月1日 徳山市       | 徳山市                       | 徳山市                       | 徳山市                            | 平成15年4月21日 周南市 | 周南市 |
| 下上村       |              | 富岡村                     | 富岡村                         | 昭和16年11月3日 富田町に編入    | 昭和19年4月1日 徳山市       | 徳山市                       | 徳山市                       | 徳山市                            | 平成15年4月21日 周南市 | 周南市 |
| 富田村       | 富田村       | 富田村                     | 大正4年11月10日 町制 富田町    | 富田町                          | 昭和19年4月1日 徳山市       | 昭和24年8月1日 分立 富田町   | 昭和28年10月1日 南陽町       | 昭和45年11月1日 改称市制 新南陽市 | 平成15年4月21日 周南市 | 周南市 |
| 夜市村       | 夜市村       | 福川村                     | 明治45年1月1日 町制 福川町     | 福川町                          | 昭和19年4月1日 徳山市       | 昭和24年9月1日 分立 福川町   | 昭和28年10月1日 南陽町       | 昭和45年11月1日 改称市制 新南陽市 | 平成15年4月21日 周南市 | 周南市 |
| 佐波郡高瀬村 | 佐波郡高瀬村 | 佐波郡 和田村              | 佐波郡 和田村                  | 佐波郡 和田村                   | 佐波郡 和田村               | 佐波郡 和田村                | 昭和30年11月1日 南陽町に編入 | 昭和45年11月1日 改称市制 新南陽市 | 平成15年4月21日 周南市 | 周南市 |
| 佐波郡夏切村 |              | 佐波郡 和田村              | 佐波郡 和田村                  | 佐波郡 和田村                   | 佐波郡 和田村               | 佐波郡 和田村                | 昭和30年11月1日 南陽町に編入 | 昭和45年11月1日 改称市制 新南陽市 | 平成15年4月21日 周南市 | 周南市 |
| 佐波郡垰村   |              | 佐波郡 和田村              | 佐波郡 和田村                  | 佐波郡 和田村                   | 佐波郡 和田村               | 佐波郡 和田村                | 昭和30年11月1日 南陽町に編入 | 昭和45年11月1日 改称市制 新南陽市 | 平成15年4月21日 周南市 | 周南市 |
| 佐波郡米光村 |              | 佐波郡 和田村              | 佐波郡 和田村                  | 佐波郡 和田村                   | 佐波郡 和田村               | 佐波郡 和田村                | 昭和30年11月1日 南陽町に編入 | 昭和45年11月1日 改称市制 新南陽市 | 平成15年4月21日 周南市 | 周南市 |
| 佐波郡馬神村 |              | 佐波郡 和田村              | 佐波郡 和田村                  | 佐波郡 和田村                   | 佐波郡 和田村               | 佐波郡 和田村                | 昭和30年11月1日 南陽町に編入 | 昭和45年11月1日 改称市制 新南陽市 | 平成15年4月21日 周南市 | 周南市 |
| 佐波郡巣山村 | 佐波郡巣山村 | 佐波郡 串村 の一部         | 佐波郡 串村 の一部             | 佐波郡 串村 の一部              | 佐波郡 串村 の一部          | 佐波郡 串村 の一部           | 昭和30年11月1日 鹿野町に編入 | 鹿野町                            | 平成15年4月21日 周南市 | 周南市 |
| 鹿野上村     | 鹿野上村     | 鹿野村                     | 鹿野村                         | 昭和15年11月3日 町制 鹿野町     | 昭和15年11月3日 町制 鹿野町 | 鹿野町                       | 鹿野町                       | 鹿野町                            | 平成15年4月21日 周南市 | 周南市 |
| 鹿野中村     |              | 鹿野村                     | 鹿野村                         | 昭和15年11月3日 町制 鹿野町     | 昭和15年11月3日 町制 鹿野町 | 鹿野町                       | 鹿野町                       | 鹿野町                            | 平成15年4月21日 周南市 | 周南市 |
| 鹿野下村     |              | 鹿野村                     | 鹿野村                         | 昭和15年11月3日 町制 鹿野町     | 昭和15年11月3日 町制 鹿野町 | 鹿野町                       | 鹿野町                       | 鹿野町                            | 平成15年4月21日 周南市 | 周南市 |
| 大潮村       |              | 鹿野村                     | 鹿野村                         | 昭和15年11月3日 町制 鹿野町     | 昭和15年11月3日 町制 鹿野町 | 鹿野町                       | 鹿野町                       | 鹿野町                            | 平成15年4月21日 周南市 | 周南市 |
| 東豊井村     | 東豊井村     | 豊井村                     | 明治34年3月1日 町制改称 下松町 | 昭和14年11月3日 下松市          | 昭和14年11月3日 下松市      | 下松市                       | 下松市                       | 下松市                            | 下松市                 | 下松市 |
| 西豊井村     |              | 豊井村                     | 明治34年3月1日 町制改称 下松町 | 昭和14年11月3日 下松市          | 昭和14年11月3日 下松市      | 下松市                       | 下松市                       | 下松市                            | 下松市                 | 下松市 |
| 切山村       | 切山村       | 久保村                     | 久保村                         | 昭和14年11月3日 下松市          | 昭和14年11月3日 下松市      | 下松市                       | 下松市                       | 下松市                            | 下松市                 | 下松市 |
| 山田村       |              | 久保村                     | 久保村                         | 昭和14年11月3日 下松市          | 昭和14年11月3日 下松市      | 下松市                       | 下松市                       | 下松市                            | 下松市                 | 下松市 |
| 来巻村       |              | 久保村                     | 久保村                         | 昭和14年11月3日 下松市          | 昭和14年11月3日 下松市      | 下松市                       | 下松市                       | 下松市                            | 下松市                 | 下松市 |
| 河内村       |              | 久保村                     | 久保村                         | 昭和14年11月3日 下松市          | 昭和14年11月3日 下松市      | 下松市                       | 下松市                       | 下松市                            | 下松市                 | 下松市 |
| 末武上村     | 末武上村     | 末武北村                   | 昭和4年4月1日 改称 花岡村      | 昭和14年11月3日 下松市          | 昭和14年11月3日 下松市      | 下松市                       | 下松市                       | 下松市                            | 下松市                 | 下松市 |
| 末武中村     |              | 末武北村                   | 昭和4年4月1日 改称 花岡村      | 昭和14年11月3日 下松市          | 昭和14年11月3日 下松市      | 下松市                       | 下松市                       | 下松市                            | 下松市                 | 下松市 |
| 生野屋村     |              | 末武北村                   | 昭和4年4月1日 改称 花岡村      | 昭和14年11月3日 下松市          | 昭和14年11月3日 下松市      | 下松市                       | 下松市                       | 下松市                            | 下松市                 | 下松市 |
| 笠戸島       | 笠戸島       | 末武南村                   | 末武南村                       | 昭和14年11月3日 下松市          | 昭和14年11月3日 下松市      | 下松市                       | 下松市                       | 下松市                            | 下松市                 | 下松市 |
| 平田村       |              | 末武南村                   | 末武南村                       | 昭和14年11月3日 下松市          | 昭和14年11月3日 下松市      | 下松市                       | 下松市                       | 下松市                            | 下松市                 | 下松市 |
| 末武下村     |              | 末武南村                   | 末武南村                       | 昭和14年11月3日 下松市          | 昭和14年11月3日 下松市      | 下松市                       | 下松市                       | 下松市                            | 下松市                 | 下松市 |
| 下谷村       | 下谷村       | 米川村                     | 米川村                         | 米川村                          | 米川村                      | 昭和29年11月1日 下松市に編入 | 昭和29年11月1日 下松市に編入 | 下松市                            | 下松市                 | 下松市 |
| 瀬戸村       |              | 米川村                     | 米川村                         | 米川村                          | 米川村                      | 昭和29年11月1日 下松市に編入 | 昭和29年11月1日 下松市に編入 | 下松市                            | 下松市                 | 下松市 |
| 温見村       |              | 米川村                     | 米川村                         | 米川村                          | 米川村                      | 昭和29年11月1日 下松市に編入 | 昭和29年11月1日 下松市に編入 | 下松市                            | 下松市                 | 下松市 |
| 大藤谷村     |              | 米川村                     | 米川村                         | 米川村                          | 米川村                      | 昭和29年11月1日 下松市に編入 | 昭和29年11月1日 下松市に編入 | 下松市                            | 下松市                 | 下松市 |

## 行政
歴代郡長
| 代 | 氏名 | 就任年月日               | 退任年月日                | 備考                   |
| -- | ---- | ------------------------ | ------------------------- | ---------------------- |
| 1  |      | 明治12年（1879年）1月6日 |                           |                        |
|    |      |                          | 大正15年（1926年）6月30日 | 郡役所廃止により、廃官 |